# Pol-e 'Alam
Pol-e 'Alam é uma cidade do Afeganistão localizada na província de Lowgar.